# Správní obvod obce s rozšířenou působností Orlová
Správní obvod obce s rozšířenou působností Orlová je od 1. ledna 2003 jedním z pěti správních obvodů obcí s rozšířenou působností v okrese Karviná v Moravskoslezském kraji. Správní obvod zahrnuje města Orlová a Petřvald a obec Doubrava. Rozloha správního obvodu činí 45,08 km² a v roce 2020 měl 37 163 obyvatel.
Město Orlová je zároveň obcí s pověřeným obecním úřadem. Správní obvod obce s rozšířenou působností Orlová se tedy kryje se správním obvodem pověřeného obecního úřadu Orlová.

## Seznam obcí
Poznámka: Města jsou vyznačena tučně. Výčet místních částí obcí je uveden v závorce.
- Doubrava
- Orlová (Lazy, Lutyně, Orlová-Město, Poruba)
- Petřvald

## Obyvatelstvo
| Rok  | Obyv.  | ± %     |
| ---- | ------ | ------- |
| 1869 | 8 130  | —       |
| 1880 | 11 706 | +44 %   |
| 1890 | 14 886 | +27,2 % |
| 1900 | 25 874 | +73,8 % |
| 1910 | 34 128 | +31,9 % |

| Rok  | Obyv.  | ± %     |
| ---- | ------ | ------- |
| 1921 | 38 108 | +11,7 % |
| 1930 | 40 056 | +5,1 %  |
| 1950 | 38 298 | −4,4 %  |
| 1961 | 35 565 | −7,1 %  |
| 1970 | 35 860 | +0,8 %  |

| Rok  | Obyv.  | ± %     |
| ---- | ------ | ------- |
| 1980 | 38 572 | +7,6 %  |
| 1991 | 44 920 | +16,5 % |
| 2001 | 43 478 | −3,2 %  |
| 2011 | 38 054 | −12,5 % |
| 2021 | 36 183 | −4,9 %  |